# Asphinctopone
Asphinctopone är ett släkte av myror. Asphinctopone ingår i familjen myror.
Kladogram enligt Catalogue of Life:
| Asphinctopone | \| \| Asphinctopone lamottei \| \| \| \| \| \| Asphinctopone lucida \| \| \| \| \| \| Asphinctopone silvestrii \| \| \| \| |
|               | \| \| Asphinctopone lamottei \| \| \| \| \| \| Asphinctopone lucida \| \| \| \| \| \| Asphinctopone silvestrii \| \| \| \| |
|               | Asphinctopone lamottei |
|               | |
|               | Asphinctopone lucida |
|               | |
|               | Asphinctopone silvestrii                                                                                                   |
|               | |